# База (приток Белой)
База́ (баш. Баҙы) — река в европейской части России, протекает в Башкортостане, левый приток реки Белая (Агидель) (бассейн Волги).

## Географические сведения
Длина реки составляет 123 км, площадь бассейна — 1 590 км², общее падение — 150 м. Питание Базы преимущественно снеговое. Средне-годовой расход воды у села Рсаево (Илишевский район) составляет 2,5 м³/с. Скорость течения — до 0,4 м/с.
База берёт начало из родника в лесной местности, в 2,5 километрах к востоку от деревни Михайловка Шаранского района и протекает с юга на север по населённой местности по территории Шаранского, Чекмагушевского, Илишевского и Дюртюлинского районов Башкортостана. Впадает в реку Белую (Агидель) в 110 километрах от её устья.
Бассейн реки находится на севере Бугульминско-Белебеевской возвышенности и Камско-Бельском увалистом понижении. Долина реки находится лесостепной зоне, в западной части встречаются широколиственные леса на серых лесных почвах. Русло Базы сильно петляет, в среднем течении берега в основном невысокие, обрывистые, в нижнем — встречаются старицы, пойма местами заболочена.
Лесистость бассейна составляет 8 %, распаханность — 65 %.
Притоки: левые — Куваш, Балакбай, Сюдан, Каразирек, Кикичу и др.; правые — Сыгынязы и др.